# Gynoplistia (Gynoplistia) ngende
Gynoplistia (Gynoplistia) ngende is een tweevleugelige uit de familie steltmuggen (Limoniidae). De soort komt voor in het Australaziatisch gebied.